# لاکونیا، ایندیانا
لاکونیا (به انگلیسی: Laconia) یک شهر در ایالات متحده آمریکا است که در شهرستان هریسون، ایندیانا واقع شده‌است. لاکونیا ۰٫۱۳ کیلومتر مربع مساحت و ۵۰ نفر جمعیت دارد و ۲۰۲ متر بالاتر از سطح دریا واقع شده‌است.